# Wörth (Landkreis Erding)
Wörth település Németországban, azon belül Bajorországban. Lakosainak száma 4483 fő (2023. december 31.).

## Népesség
A település népessége az elmúlt időszakban az alábbi módon változott:
| Lakosok száma | 1014 | 1725 | 2627 | 2858 | 4358 | 4355 | 4437 | 4414 | 4433 | 4483 |
|               | 1875 | 1950 | 1975 | 1987 | 2012 | 2014 | 2016 | 2017 | 2021 | 2023 |

## Közlekedés
A településen halad keresztül a Markt Schwaben–Erding-vasútvonal, melyen a Müncheni S-Bahn szerelvényei közlekednek München és Erding között.